# Perdona si te llamo amor (2008)
Perdona si te llamo amor es una película dirigida por Federico Moccia, autor del libro homónimo, que cuenta la historia de un amor lleno de dificultades, debido sobre todo a la diferencia de edad entre los dos protagonistas.

## Argumento
Niki (Michela Quattrociocche) tiene 17 años y está cursando su último año de bachiller, mientras que Alessandro (Raoul Bova) es un publicista de 37 años que trabaja en una empresa muy famosa. A pesar de la diferencia de edad, los dos protagonistas de la historia se enamoran perdidamente el uno del otro aunque esta relación se verá afectada por otros personajes como las respectivas exparejas de cada uno de ellos, los familiares, los amigos...

## Personajes
- Raoul Bova como Alessandro Belli o Álex. Es un publicista de éxito de 37 años. Al inicio se ve que le pidió matrimonio a Elena, su novia, y ésta se marchó. Alex lleva una vida normal con sus amigos: Pietro, Flavio y Enrico, junto con sus respectivas mujeres, desmarcando el hecho de que oculta que Elena le ha dejado. Su estilo de vida empieza a mejorar cuando conoce a Niki, una chica veinte años menor, a través de un accidente (ella con su moto y él con su coche). Al inicio Alex no la ve más que como una niña pequeña, pero poco a poco se va enamorando.

- Michela Quattrociocche como Niki Cavalli. Es una chica alegre y divertida, pero también responsable e impulsiva. Niki tiene 17 años, y por lo tanto se prepara para la selectividad. Forma parte de un grupo de amigas que se hacen llamar a sí mismas Las Ola (Onde). Desde el accidente de coche no para de perseguir Alessandro, del cual decide que será su novio nada más verlo.

- Veronika Logan como Elena. Exnovia de Alessandro.
- Luca Angeletti como Enrico. Amigo de Alessandro.
- Ignazio Oliva como Flavio. Amigo de Alessandro.
- Francesco Apolloni como Pietro. Amigo de Alessandro.
- Davide Rossi como Fabio. Exnovio de Niki.
- Beatrice Valente como Olly. Amiga de Niki. (Miembro de las ONDE)
- Francesca Ferrazzo como Erica. Amiga de Niki. (Miembro de las ONDE)
- Michelle Carpente como Diletta. Amiga de Niki. (Miembro de las ONDE)
- Edoardo Natoli como Filippo. Novio de Diletta.
- Pino Quartullo como Roberto. Padre de Niki. Marido de Simona.
- Cecilia Dazzi como Simona. Madre de Niki. Esposa de Roberto.